# Listenable Records
Listenable Records  er et uafhængigt pladeselskab der ligger i Wimereux, Frankrig. Det specialiserer sig i genren dødsmetal

## Bands
- Abhorrence
- Aborted
- Abscess
- Amaran
- Ancient
- Angtoria
- Anorexia Nervosa
- Blind Dog
- Centurian
- Crest of Darkness
- Deranged
- Destructor
- Devilyn
- Diabolique
- Divine Rapture
- Exhumed
- Gardenian
- General Surgery
- Gojira
- Grief of Emerald
- Hacride
- Hate
- Horned God
- Immolation
- Incantation
- Jigsore Terror
- Koldborn
- Kruger
- Luciferion
- Lyzanxia
- Mors Principium Est
- Mutant
- Nail Within
- No Return
- Non Human Level
- Pale Forest
- Reclusion
- Scarve
- Soilwork
- Solace
- Speed/Kill/Hate
- Submission
- Symbyosis
- Textures
- The Amenta
- The Legion
- Theory in Practice
- Triumphator
- Vile